# Quidditch-Europameisterschaft
Die Quidditch-Europameisterschaft, offiziell IQA European Games, ist das alle zwei Jahre vom europäischen Quidditchverband und der IQA organisierte Quidditchturnier zur Ermittlung des kontinentalen Meisters auf Nationalmannschaftsebene. Der europäische Wettbewerb wurde als Gegenstück zur Quidditch-Weltmeisterschaft ins Leben gerufen. Beide Spiele finden im jährlichen Wechsel statt, sodass in den spielfreien Jahren regionale Turniere wie das European Quidditch Cup oder der Asian Quidditch Cup stattfinden können.

## Geschichte
Die Quidditch-Europameisterschaft 2015 war die erste Austragung dieses Turniers. Die Organisatoren vom europäischen Quidditchverband wählten Sarteano, Italien, als Austragungsort der Wettkämpfe aus. Sarteano führte daraufhin eine umfangreiche Werbekampagne im ganzen Land und vor Ort durch, die auch den Verkauf von speziell angefertigtem Kunsthandwerk, Wein und Käse beinhaltete. Die Austragung der Spiele im Jahr 2019 fand in Bamberg, Deutschland, statt.

## Turniere im Überblick
Die folgende Tabelle gibt einen Überblick über die Ergebnisse der einzelnen Turniere.
| Jahr | Gastgeber |                        | Finale      | Finale                 | Finale                 |          | Spiel um Platz drei | Spiel um Platz drei | Spiel um Platz drei |  | Teams |
| Jahr | Gastgeber | Sieger                 | Ergebnis a  | 2. Platz               | 3. Platz               | Ergebnis | 4. Platz            |                     |                     |  | Teams |
| --- | --------- | ---------------------- | ----------- | ---------------------- | ---------------------- | -------- | ------------------- | ------------------- | ------------------- |  | ----- |
| 2015 Details | Sarteano  | Frankreich             | 90*–50      | Vereinigtes Königreich | Norwegen               | 150*–80  | Belgien             | 12                  |                     |  |       |
| 2017 Details | Oslo      | Vereinigtes Königreich | 90*–70      | Frankreich             | Norwegen               | 140*–80  | Belgien             | 15                  |                     |  |       |
| 2019 Details | Bamberg   | Frankreich             | 150*–120    | Belgien                | Vereinigtes Königreich | 110*–90  | Deutschland         | 20                  |                     |  |       |
| 2022 Details | Limerick  |                        | England     | 160*–140°              | Deutschland            |          | Australien b        | 140–120*°           | Norwegen            |  | 20    |
| 2024 Details | London    |                        | Deutschland | 90*–40°                | England                |          | Belgien             | 110*–50°            | Frankreich          |  | 15    |
| Hinweise a Die Punktzahl jener Mannschaft, deren Sucher den Schnatz gefangen hat, wird gemäß der standardisierten Ergebnisnotation mit einem Sternchen markiert.b Zulassung zu den Europäischen Spielen 2022, nachdem die Ozeanisch-Asiatischen Spiele wegen der COVID-19-Pandemie abgesagt wurden. |           |                        |             |                        |                        |          |                     |                     |                     |  |       |

## Medaillenspiegel
| Platz | Land                   | Gold | Silber | Bronze | Gesamt |
| ----- | ---------------------- | ---- | ------ | ------ | ------ |
| 1     | Frankreich             | 2    | 1      | 0      | 3      |
| 2     | Vereinigtes Königreich | 1    | 1      | 1      | 3      |
| 3     | Deutschland            | 1    | 1      | 0      | 2      |
| 3     | England                | 1    | 1      | 0      | 2      |
| 5     | Belgien                | 0    | 1      | 1      | 2      |
| 6     | Norwegen               | 0    | 0      | 2      | 2      |
| 7     | Australien             | 0    | 0      | 1      | 1      |
| Total | Total                  | 5    | 5      | 5      | 15     |